# Apenesia singularis
Apenesia singularis (лат. ) — вид ос-бетилид рода Apenesia из подсемейства Pristocerinae  (Chrysidoidea, Hymenoptera). Южная Америка.

## Распространение
Центральная и Южная Америка (Бразилия, Коста-Рика, Панама).

## Описание
Мелкие осы-бетилиды. Длина тела около 5,1 мм. Длина переднего крыла самцов 4,1 мм. 
Голова и тело чёрные; усики, клипеус и жвалы темно-коричневые; ноги коричневые; крылья гиалиновые. Жвалы с 4 апикальными зубцами. 
Голова шире, чем мезосома. Усики 12-члениковые. Нижнечелюстные щупики 4-члениковые, а нижнегубные состоят из 3 сегментов.
Вид был впервые описан в 2004 году, а его валидный статус подтверждён в ходе ревизии, проведённой в 2020 году бразильскими гименоптерологами Isabel D.C.C. Alencar (Instituto Federal de Educação, Ciência e Tecnologia do Espírito Santo, Витория, Эспириту-Санту, Бразилия) и Celso O. Azevedo (Universidade Federal do Espírito Santo, Departamento de Biologia, Эспириту-Санту, Бразилия).